# Председатель правительства Донецкой Народной Республики
Председатель правительства Донецкой Народной Республики является главой Правительства — высшего государственного органа исполнительной власти самопровозглашённой Донецкой Народной Республики.

## История
Пост председателя Совета Министров Донецкой Народной Республики был введён 16 мая 2014 года в связи с провозглашением Донецкой Народной Республикой независимости от Украины. 16 мая 2014 года Верховный Совет Донецкой Народной Республики принял Конституцию Донецкой Народной Республики, где вводилась должность Премьер-Министра Правительства Донецкой Народной Республики. При вступлении в должность Главы Донецкой Народной Республики Александр Захарченко 4 ноября 2014 года, по Конституции Донецкой Народной Республики стал Главой Правительства Донецкой Народной Республики.

## Назначение и снятие с должности
Председатель Совета Министров Донецкой Народной Республики назначается на должность и освобождается от неё Главой Донецкой Народной Республики по согласованию с Народным Советом Донецкой Народной Республики.
Глава Донецкой Народной Республики представляет на согласование Народному Совету Донецкой Народной Республики кандидатуру Председателя Совета Министров Донецкой Народной Республики, получившую большинство голосов от общего числа депутатов Народного Совета Донецкой Народной Республики, полномочия которых признаны.
Глава Донецкой Народной Республики вносит вопрос Народному Совету Донецкой Народной Республики об освобождении от должности Председателя Совета Министров Донецкой Народной Республики.
Право выдвижения кандидатур на должность Председателя Совета Министров Донецкой Народной Республики принадлежит Главе Донецкой Народной Республики.

## Председатели Совета министровДонецкой Народной Республики
Общественное движение «Донецкая Республика»
     беспартийный
| №     | Имя                                                         | Фотография | Срок полномочий                                    | Срок полномочий | Партия              |
| ----- | ----------------------------------------------------------- | ---------- | -------------------------------------------------- | --------------- | ------------------- |
| —     | Денис Владимирович Пушилин (глава временного правительства) |            | 7 апреля 2014                                      | 15 мая 2014     | Донецкая республика |
| 1     | Александр Юрьевич Бородай                                   |            | 16 мая 2014                                        | 7 августа 2014  | беспартийный        |
| 2     | Александр Владимирович Захарченко                           |            | 7 августа 2014                                     | 31 августа 2018 | Донецкая республика |
| —     | Дмитрий Викторович Трапезников (и. о.)                      |            | 31 августа 2018                                    | 7 сентября 2018 | беспартийный        |
| —     | Денис Владимирович Пушилин (и. о.)                          |            | 7 сентября 2018                                    | 18 октября 2018 | Донецкая республика |
| 3     | Александр Евгеньевич Ананченко                              |            | 1 декабря 2018 (и. о. 18 октября — 1 декабря 2018) | 8 июня 2022     | Донецкая республика |
| 4     | Виталий Павлович Хоценко                                    |            | 8 июня 2022                                        | 30 марта 2023   | беспартийный        |
| 5     | Евгений Александрович Солнцев                               |            | 30 марта 2023                                      | 26 марта 2025   | беспартийный        |
| и. о. | Андрей Геннадьевич Чертков                                  |            | 26 марта 2025                                      | настоящее время |                     |